# Акація біла (пам'ятка природи)
«Ака́ція бі́ла» — ботанічна пам'ятка природи місцевого значення в Україні. Розташована на території міста Переяслав Київської області, на вул. Шевченка, 8. 

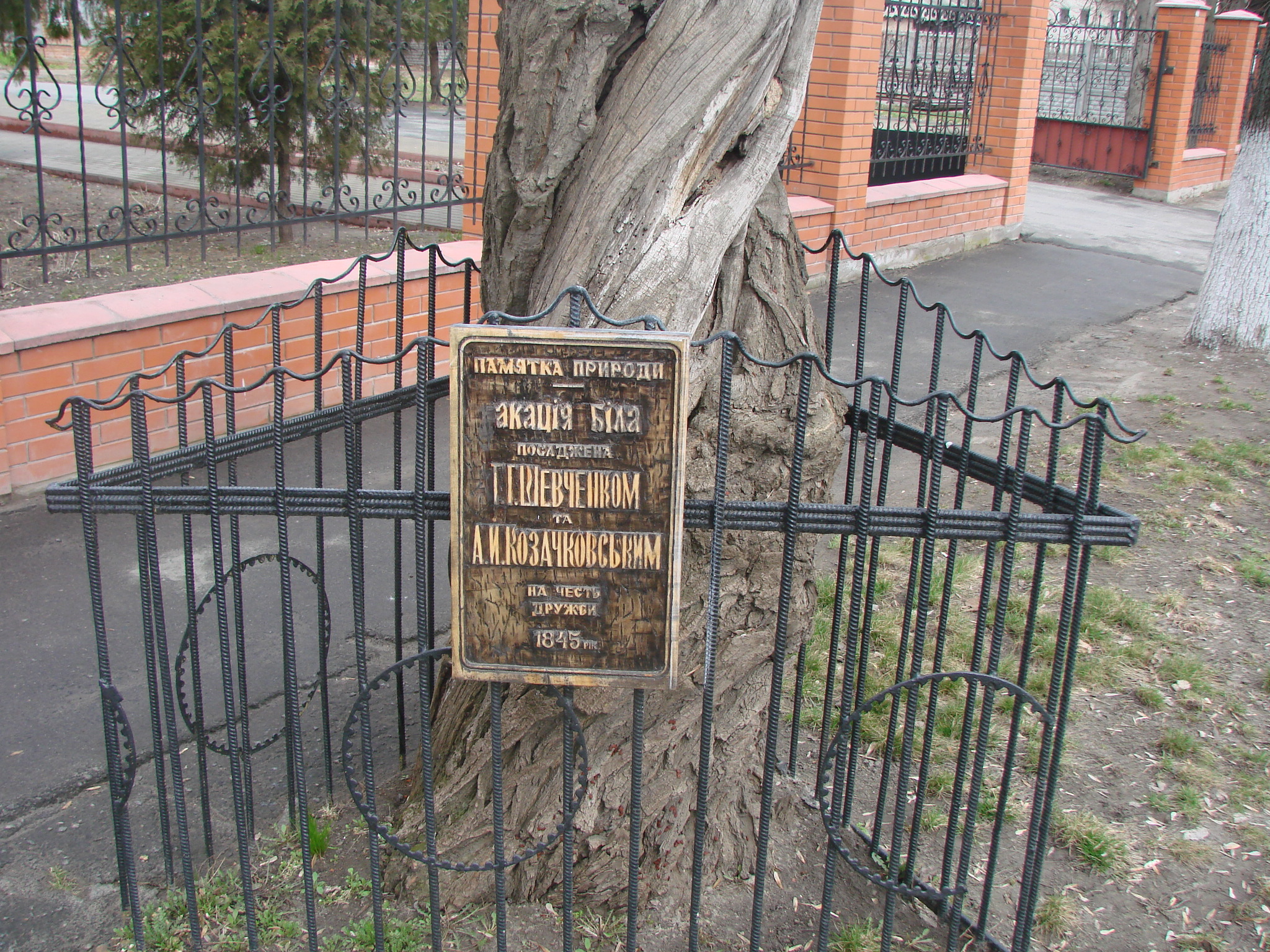
Охоронний знак

Площа 0,02 га. Статус присвоєно згідно з Рішенням Київського облвиконкому № 118 від 28 лютого 1972 року. Перебуває у віданні Переяславського краєзнавчого музею. 
Акація була посаджена в 1845 році відомим переяславським лікарем А. Й. Козаченком разом із Тарасом Шевченком. Поруч зростають ще 3 150-річні акації, перспективні до заповідання.